# ウワキな現場
『ウワキな現場』（ウワキなげんば）は、2021年の日本の短編恋愛サイコホラー映画。監督は上田慎一郎。
バラエティ番組『トゲアリトゲナシトゲトゲ』（テレビ朝日）内で製作が決まった作品で、同番組の出演者である福田麻貴（3時のヒロイン）、加納（Aマッソ）、サーヤ（ラランド）の3人が主演を務めた。2021年11月8日よりTELASAで独占配信。

## 概要
2021年4月に行われたバラエティ番組『トゲアリトゲナシトゲトゲ』の番組公式YouTube配信にて、今後番組に出てもらいたいゲストをトークしていた際、福田が「上田監督が3人のことを好いてくれているとTwitterに書いていた」と話す。それに上田がTwitter上で「出演オファー正座待機」と反応を返したことで、番組スタッフが上田にオファーをかけ、6月18日、番組出演者の3人を主演とした短編映画の製作決定が発表された。
11月1日深夜放送の同番組には上田が出演。3人と一緒にPR動画を製作する様子が放送され、同放送内にて予告編が初公開された。
上田は「今回はお笑い芸人というスキルを生かした役者が嫉妬するような映画を作ろうと思った」と語り、福田、加納、サーヤの3人は漫才トリオという設定で出演する。脚本を読んだ福田は「台本を読んだら衝撃の連続で、『上田監督、天才やな!』と思いました」と絶賛しており、サーヤも「すいません、ちょっと上田監督をナメてました」と語る。

## キャスト
- ミキ：福田麻貴（3時のヒロイン）
- アイカ：加納（Aマッソ）
- サヤカ：サーヤ（ラランド）
- 佐藤ユウタ：浅香航大

## スタッフ
- 監督：上田慎一郎
- 脚本：上田慎一郎、ふくだみゆき[7]
- 監督補：ふくだみゆき[7]
- プロデューサー：鈴木伸宏[7]
- 音楽：鈴木伸宏[7]
- 撮影：今井哲郎